# Mario Božić
Mario Božić (Tuzla, Bosnia y Herzegovina, 25 de mayo de 1983-3 de abril de 2023) fue un futbolista bosnio que jugaba de centrocampista.

## Selección nacional
Fue internacional con la selección de fútbol de Bosnia y Herzegovina, jugando 2 partidos.

## Clubes
| Club                  | País       | Año       |
| --------------------- | ---------- | --------- |
| FK Loznica            | Serbia     | 2001-2003 |
| FK Radnički Stobex    | Serbia     | 2003      |
| FK Milicionar Beograd | Serbia     | 2003-2004 |
| FC Fehérvár           | Hungría    | 2004-2008 |
| Újpest FC             | Hungría    | 2008-2009 |
| Slovan Bratislava     | Eslovaquia | 2009-2011 |
| FC Ashdod             | Israel     | 2011      |
| FK Borac Čačak        | Serbia     | 2012      |
| Shanghái Shenhua      | China      | 2012      |
| Simurq PIK            | Azerbaiyán | 2012-2013 |
| Panachaiki de Patras  | Grecia     | 2013      |
| FK Vozdovac           | Serbia     | 2014      |
| FK Borac Čačak        | Serbia     | 2014-2015 |
| FK Loznica            | Serbia     | 2015-2016 |

## Muerte
Božić murió el 3 de abril de 2023 a causa de un tumor cerebral a los 39 años.